# Systaria acuminata
Espèce
Systaria acuminata est une espèce d'araignées aranéomorphes de la famille des Miturgidae.

## Distribution
Cette espèce se rencontre en Thaïlande dans la province de Krabi et en Indonésie dans les provinces de Jambi et des îles Riau.

## Description
Le mâle holotype mesure 8,80 mm et la femelle paratype 10,44 mm.

## Publication originale
- Dankittipakul & Singtripop, 2011 : Seven new species of Systaria Simon, 1897 from southeast Asia (Araneae, Clubionidae, Systariinae). Zootaxa, no 2905, p. 16-32.